# 벨라스케스역
벨라스케스역(스페인어: Velázquez)은 마드리드 지하철 4호선의 역이다. 마드리드 살라망카 구 레콜레토스 지역의 고야 거리에 위치해 있으며, 누녜스 데 발보아 거리와의 교차로 부근 지하에 자리잡고 있다. 요금구역상으로는 A구역에 속한다.

## 역사
1944년 3월 23일 4호선의 첫 구간 (아르궤예스-고야)이 개통됨과 동시에 영업에 들어갔다.

## 환승 정보
역 주변에 시내버스 정류장이 세 곳 있다.
버스
- 시내버스
  - 1, 9, 19, 21, 51, 53, 74번 노선 (주간)
  - N4번 노선 (야간)

지하철
| 마드리드 지하철   | 마드리드 지하철       | 마드리드 지하철         |
| ----------------- | --------------------- | ----------------------- |
| 세라노 아르궤예스 | 마드리드 지하철 4호선 | 고야 피나르 데 차마르틴 |